# الدورادو (مریلند)
الدورادو (به انگلیسی: Eldorado) شهری در ایالت مریلند کشور ایالات متحده آمریکا است که جمعیت آن در سرشماری سال ۲۰۱۰ میلادی، ۵۹ نفر بوده‌است.